# Kastalowka
Kastalowka (kasachisch und russisch Казталовка) ist ein Ort in Kasachstan.

## Geografie
Kastalowka liegt im Westen Kasachstans rund 250 Kilometer südwestlich von Oral und etwa 11 Kilometer von der Grenze zu Russland entfernt. Die Entfernung nach Samara beträgt etwa 270 Kilometer und nach Wolgograd sind es circa 330 Kilometer Luftlinie. Der Ort befindet sich am rechten Ufer des Kleinen Usen im europäischen Teil des Landes. Kastalowka ist Verwaltungszentrum des Audan Kastalow im Gebiet Westkasachstan.

## Geschichte
Der Ort wurde in den 1830er Jahren gegründet und hieß damals Fort-Talowski (Форт-Таловский). Er war ein militärischer Außenposten der Ural-Kosaken. Als der Außenposten aufgegeben wurde, siedelten sich Menschen aus benachbarten Regionen hier an. Später trug der Ort den Namen Talowka (Таловка). Die Hauptbeschäftigung der Bewohner waren Tierhaltung und Handel. In der Sowjetzeit war das Dorf ein wichtiges Zentrum für Schafzucht.

## Bevölkerung
Bei der Volkszählung 1999 hatte Kastalowka 5008 Einwohner. Die Volkszählung 2009 ergab für den Ort eine Einwohnerzahl von 5055. Bei der letzten Volkszählung 2021 lebten 5560 Menschen in Kastalowka. Die Fortschreibung der Bevölkerungszahl ergab zum 1. Januar 2025 eine Einwohnerzahl von 5529.
| Einwohnerentwicklung               | Einwohnerentwicklung | Einwohnerentwicklung | Einwohnerentwicklung | Einwohnerentwicklung | Einwohnerentwicklung |
| 1970                               | 1979                 | 1989                 | 1999                 | 2009                 | 2021                 |
| ---------------------------------- | -------------------- | -------------------- | -------------------- | -------------------- | -------------------- |
| 3792                               | 3839                 | 4721                 | 5008                 | 5055                 | 5560                 |
| Anmerkung: Volkszählungsergebnisse |                      |                      |                      |                      |                      |

## Söhne und Töchter des Ortes
- Qabibolla Schaqypow (* 1949), Politiker